# Fehérgyarmat (distrikt)
Fehérgyarmat är ett distrikt i Ungern. Det ligger i provinsen Szabolcs-Szatmár-Bereg, i den nordöstra delen av landet, 270 km öster om huvudstaden Budapest.